# Laura Slade Wiggins

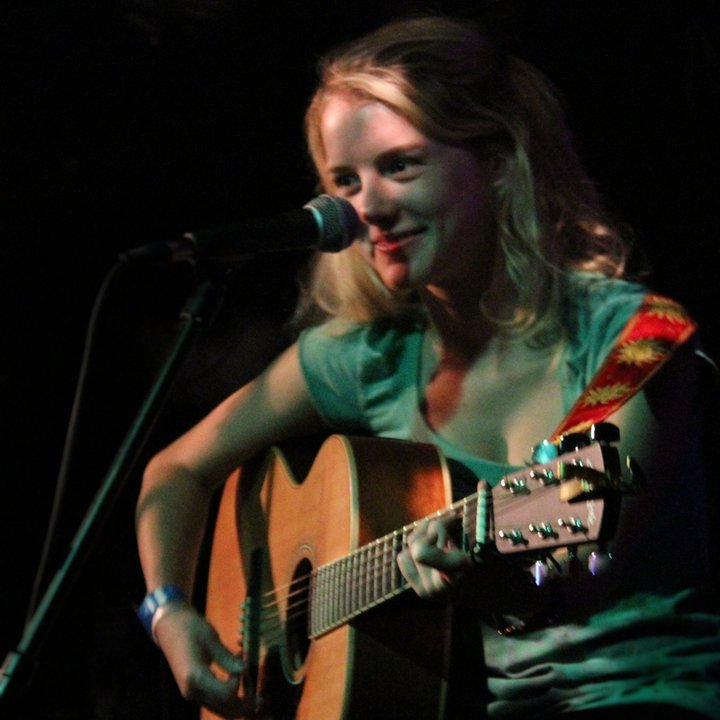
Laura Slade Wiggins (2010)

Laura Slade Wiggins (* 8. August 1988 in Athens, Georgia) ist eine US-amerikanische Schauspielerin und Musikerin.

## Leben
Im Alter von acht Jahren stand Wiggins für Theaterproduktionen in ihrer Heimatgemeinde Athens in Georgia auf der Bühne. 2006 debütierte sie im US-amerikanischen Fernsehen in der Fernsehproduktion Not Like Everyone Else. 2007 war sie in ihrer ersten Hauptrolle in der US-amerikanischen Produktion Girl, Positive an der Seite von Andrea Bowen und Jennie Garth zu sehen. In den folgenden Jahren hatte sie Gastauftritte in den US-Serien CSI: Den Tätern auf der Spur, Private Practice, Intelligence sowie Eleventh Hour – Einsatz in letzter Sekunde.
Von Januar 2011 bis April 2013 war Wiggins in Shameless, der US-Adaption der britischen Fernsehserie zu sehen, die beim US-amerikanischen Kabelsender Showtime ausgestrahlt wird. An der Seite von William H. Macy und Joan Cusack verkörpert sie darin die Rolle der Karen Jackson.
Neben der Schauspielerei widmet sich Wiggins auch der Musik. So spielt sie  Akustik- und Bassgitarre in ihrer Band Dawn Soir. Darüber hinaus veröffentlicht sie unter dem Pseudonym Clementine auch eigene Songs, wie etwa „For All I Care“ im Jahr 2011.

## Filmografie (Auswahl)
- 2006: Not Like Everyone Else (Fernsehfilm)
- 2007: Girl, Positive (Fernsehfilm)
- 2008: Dance of the Dead
- 2008: Eleventh Hour – Einsatz in letzter Sekunde (Eleventh Hour, Fernsehserie, Episode 1x09)
- 2010, 2014: CSI: Vegas (Fernsehserie, 2 Episoden)
- 2011: Private Practice (Fernsehserie, Episode 4x18)
- 2011–2013: Shameless (Fernsehserie, 30 Episoden)
- 2012: The Finder (Fernsehserie, Episode 1x07)
- 2013: Perception (Fernsehserie, Episode 2x04)
- 2013: The Cheating Pact
- 2013–2014: The Tomorrow People (Fernsehserie, 5 Episoden)
- 2014: The Ganzfeld Possession (The Ganzfeld Haunting)
- 2014: Hard Drive
- 2014: Law & Order: Special Victims Unit (Fernsehserie, Episode 15x05)
- 2014: Intelligence (Fernsehserie, Episode 10x01)
- 2014: Meine Freundin Ana (Starving in Suburbia, Fernsehfilm)
- 2017: Rings
- 2017: Chicago P.D. (Fernsehserie, Episode 4x17)
- 2017: Cradle Swapping (Fernsehfilm)
- 2017: Jax in Love (Kurzfilm)
- 2019: Nancy Drew and the Hidden Staircase
- 2019: Boo (Kurzfilm)
- 2019: Along Came the Devil 2
- 2019: Stand!
- 2020: InstaPsycho (Fernsehfilm)
- 2020: The Trap Door at the Edge of the Universe
- 2020: Bloody Bites (Fernsehserie, Episode 1x01)